# Локални избори у Србији 2014.
Ванредни избори за одборнике у Скупштину града Београда су одржани 16. марта 2014.

## Резултати

### Београд[1]
| Странка                                                               | Гласови | %      | Мандати |
| --------------------------------------------------------------------- | ------- | ------ | ------- |
| Александар Вучић — Будућност у коју верујемо (СНС, СДПС, НС, СПО, ПС) | 351.183 | 43,62  | 63      |
| Са Демократском странком за демократски Београд — Драган Ђилас        | 126.429 | 15,70  | 22      |
| Ивица Дачић — СПС – ПУПС – ЈС                                         | 92.539  | 11,49  | 16      |
| Демократска странка Србије — Војислав Коштуница                       | 51.435  | 6,39   | 9       |
| Остали                                                                | 183.460 | 22,79  | 0       |
| Укупно                                                                | 805.046 | 100,00 | 110     |